# Bifoun
Bifoun – miasto w Gabonie, w prowincji Ogowe Środkowe.